# خرچنگ‌های شناگر (سرده)
خرچنگ‌های شناگر (سرده) (نام علمی: Portunus) نام یک سرده از تیره خرچنگ‌ها شناگر است.